# Бенцы
Бенцы́ — деревня (бывшее село) в Западнодвинском районе Тверской области России. Центр Бенецкого сельского поселения.

## География
Находится в 25 километрах к юго-западу от районного центра города Западная Двина, на берегу озера Бенцы (Бенецкое).

## Население
| 2010 |
| ---- |
| 207  |

Население по переписи 2002 года — 268 человек, 133 мужчины, 135 женщин.

## История
В конце XVIII — начале XX века погост (потом село) Бенцы относился к Торопецкому уезду Псковской губернии. Северная часть села была отдельной деревней Баруздо (Барузда).
По состоянию на 1992 год в селе проживало 782 жителя. В Бенцах имелся колхоз «Строитель», лесоучасток, восьмилетняя школа, магазин, столовая и медпункт.